# Angus Macnab
John Angus Macnab, né en 1906 à Londres et mort en 1977 à Madrid, fut un homme politique britannique d’obédience fasciste, converti au catholicisme sous l’influence des œuvres de G. K. Chesterton et d’Hilaire Belloc. Proche collaborateur de William Joyce, il se distingua ultérieurement par ses écrits pérennialistes portant sur l’Espagne médiévale, ainsi que par ses traductions de poésie latine et grecque.

## Biographie

### Enfance
Macnab nait à Londres de parents néo-zélandais et écossais. Fils d’un ophtalmologiste renommé exerçant à Harley Street, il fréquenta la Rugby School, puis Christ Church, à Oxford. Il embrassa la foi catholique et se distingua par son ardeur pour l’alpinisme. Bien que doué pour les langues, il opta, sitôt son diplôme obtenu, pour se former à l’enseignement primaire.

### Engagement politique
Dans les années 1930, Macnab partageait un logis londonien avec le politicien fasciste William Joyce, avec lequel il noua une amitié indéfectible. Témoin lors du second mariage de Joyce, il adhéra au British Union of Fascists (BUF) et œuvra au sein de son département de propagande, assumant la direction éditoriale de la revue doctrinale Fascist Quarterly et rédigeant une chronique hebdomadaire à caractère antisémite, intitulée « Jolly Judah », dans l’organe du mouvement, The Blackshirt. Fidèle partisan de Joyce, il protesta avec véhémence auprès d’Oswald Mosley lorsque ce dernier exclut Joyce du BUF en 1937. Toutefois, l’animosité entre Mosley et Joyce était telle que le chef du mouvement fasciste, exaspéré par les récriminations de Macnab, alla jusqu’à le menacer de voies de fait avant de le faire expulser manu militari par ses chemises noires. 
À la suite de cet incident, Macnab s’allia à Joyce et John Beckett pour fonder la National Socialist League, une organisation explicitement favorable au régime nazi. Le groupe ne suscita qu’un soutien marginal. Peu avant le conflit mondial, Macnab accompagna Joyce en Belgique, où ils firent la connaissance de Christian Bauer, un agent nazi et journaliste du Der Angriff. Ils poursuivirent leur périple en sa compagnie jusqu’à Berlin. Tandis que Joyce demeura en Allemagne, Macnab regagna immédiatement la Grande-Bretagne après l’éclatement des hostilités, affirmant qu’il n’entendait pas collaborer avec les ennemis de son pays.
Au commencement de la Seconde Guerre mondiale, Macnab servit en qualité de conducteur d’ambulance, avant d’être promptement interné en vertu du Règlement de défense 18B, en raison de ses affinités passées avec l’idéologie nazie. Il fut le premier à identifier William Joyce comme étant « Lord Haw-Haw », dont la véritable identité demeurait alors énigmatique. Cette reconnaissance intervint lorsque son ancien condisciple universitaire, Edward Chichester, marquis de Donegall et journaliste au Daily Mail, lui soumit certains enregistrements radiophoniques, soupçonnant qu’ils étaient l’œuvre de Joyce plutôt que de l’autre principal suspect, John Amery. 
Macnab demeura loyal à Joyce après la capture de ce dernier et s’allia à Quentin, le frère de Joyce, dans une vaine tentative d’interjeter appel contre la sentence capitale prononcée à son encontre.

### Fin de vie et écrits
En 1938, sous l’influence de G. K. Chesterton et d’Hilaire Belloc, Macnab adopta la philosophie scolastique ainsi que le catholicisme traditionnel. Parallèlement, il manifesta un vif intérêt pour l’Espagne. À l’issue de la Seconde Guerre mondiale, en 1945, il s’établit à Tolède avec son épouse, Catherine Collins, ancienne militante irlandaise du BUF, qu’il avait épousée la même année. Le couple résidait sur la Plaza de Santo Tomé, où il élevait ses trois enfants, tous nés en terre espagnole. Macnab subvenait aux besoins de sa famille en enseignant et en traduisant l’anglais, tout en se consacrant à l’écriture. Il maintint une correspondance assidue avec A. K. Chesterton jusqu’à la fin de sa vie, sans toutefois s’impliquer davantage dans l’action politique active.
Au milieu des années 1950, il découvrit l'ouvrage Peaks and Lamas de Marco Pallis, dont les thèses traditionalistes exercèrent sur lui une profonde influence. Cette lecture le conduisit à adresser à l'auteur une missive exprimant sa reconnaissance. Pallis lui répondit en l'incitant à étudier les travaux de René Guénon et de Frithjof Schuon, recommandation qu'il suivit avec assiduité.
Macnab se rendit auprès de Schuon à Lausanne en 1957, et leur relation se perpétua jusqu’au décès de ce dernier à Madrid en 1977. Durant son séjour espagnol, Macnab reçut plusieurs personnalités éminentes, originaires de Grande-Bretagne et des États-Unis, parmi lesquelles figuraient les romanciers Evelyn Waugh et James Michener, l’éditeur Tom Burns, ainsi que Marco Pallis.
Les travaux de Macnab sur l'histoire de l'Espagne musulmane ont donné naissance à deux ouvrages : L'Espagne sous le Croissant de Lune et Tolède, sacrée et profane, ainsi qu'à une série d'articles parus dans la revue londonienne Studies of Comparative Religion entre 1965 et 1968. Il est également l'auteur de Bulls of Iberia, un ouvrage qualifié d'« incroyablement bon » par le critique britannique Kenneth Tynan. Dans un article publié par la revue New Blackfriars, William Stoddart évoque Macnab en tant qu'intellectuel catholique éminent, ayant produit une étude remarquable sur le Moyen Âge hispanique.

## Œuvres
- L'Espagne sous le croissant de lune, Fons Vitae, Louisville KY, 1999.
- Tolède, sacrée et profane (inédit)
- Taureaux d'Ibérie, Heinemann, Londres, 1957.